# Motore Rover serie K
Il Rover serie K è un motore per automobili progettato dal Gruppo Rover (precedentemente denominato Gruppo Austin Rover) durante gli anni ottanta, e utilizzato per la prima volta sulla Rover serie 200 del 1989. Si tratta di un propulsore benzina a 4 tempi con 4 cilindri in linea, prodotto inizialmente nelle cilindrate 1.1 e 1.4, poi anche nelle 1.6 e 1.8. Nel 1996, in collaborazione con la KIA, fu realizzata una variante 2.5 con 6 cilindri a V, il Rover KV6.

## Storia
All'inizio degli anni ottanta i motori utilizzati dal Gruppo Austin Rover, sottodivisione della British Leyland, erano diventati ormai obsoleti ed era chiaro che sarebbe stata necessaria una sostituzione in tempi brevi. In particolare il BMC serie A si avviava verso i quarant'anni di produzione e, per via della sua configurazione a scatola del cambio nella coppa dell'olio (rivoluzionaria all'epoca della Mini ma ormai superata), non vi potevano essere montati la maggior parte dei cambi disponibili sul mercato, impedendo l'impiego delle sempre più diffuse cinque marce anche su modelli di punta quali la Austin Metro.
Inizialmente, tra le idee prese in considerazione, c'era la trasformazione del motore BMC serie A da aste e bilancieri alle camme in testa, oppure l'aggiornamento del British Leyland serie S in uso sulla Austin Maestro, ma queste opzioni furono scartate perché avrebbero avuto costi molto alti, simili a quelli di una progettazione che partisse da zero, mentre sarebbero rimasti gli svantaggi della concezione datata e della pesantezza del monoblocco in ghisa. La Austin Rover esplorò anche la possibilità di coprodurre motori di altre case automobilistiche, o di acquistarne i diritti di produzione, ma non trovò soddisfacenti le alternative che gli si presentarono. Pertanto nel 1984 la Austin Rover decise di avviare autonomamente la progettazione di un motore completamente nuovo, dopo aver chiesto ed ottenuto i fondi necessari dal governo inglese di Margaret Thatcher che era proprietario della British Leyland dalla sua nazionalizzazione nel 1975. Contrariamente a quanto a volte affermato, il Serie K non è un motore di derivazione Honda, casa automobilistica con cui la Rover aveva intrapreso una joint venture, ma è un progetto totalmente inglese.
Lo sviluppo del motore fu indirizzato verso obiettivi molto avanzati: bassi livelli di emissioni inquinanti, un'alta economia carburante e al tempo stesso prestazioni elevate, in modo che potesse costituire il propulsore di riferimento del gruppo automobilistico per i decenni seguenti e superare gli standard anti-inquinamento del futuro. La British Leyland aveva già fatto ricerche in questa direzione con una serie di concept car denominate ECV (Energy Conservation Vehicle), estremamente aerodinamiche e leggere grazie al telaio in alluminio, progettate da Spen King dal 1980 al 1982; questi veicoli erano dotati di un motore 1100 a tre cilindri e 12 valvole, del peso di soli 84 kg e capace del consumo (per l'epoca eccezionale) di soli 3,9 litri ogni 100 km alla velocità di 100 km/h, che costituì il punto di partenza per il progetto del Serie K.
Scartata l'idea di produrre una versione a tre cilindri di cilindrata 1000, lo sviluppo si concentrò su tre versioni tutte a quattro cilindri in linea: un 1100 ad otto valvole, un 1400 ad otto valvole, e un 1400 a sedici valvole. Per raggiungere gli obiettivi prefissati vennero adottate soluzioni piuttosto innovative per l'epoca: l'adozione di più valvole per cilindro, che rendeva la camera di combustione più adatta alle miscele magre (Lean Burn), con il rapporto aria/benzina che nella versione a 16 valvole poteva essere portato fino a 21-24 kg di aria per kg di benzina; l'uso della lega di alluminio che rende il motore estremamente leggero; meno necessità di manutenzione grazie all'adozione delle punterie idrauliche. Queste caratteristiche contribuirono ad un rapporto peso/potenza non comune per un motore destinato ad automobili di serie: le versioni 1100 8v, 1400 8v e 1400 16v sviluppavano rispettivamente 60, 75 e 95 CV (quest'ultimo portato a 103 CV nel 1992 con l'iniezione multipoint) a fronte di un peso di 122 kg per le prime due versioni e di 128 kg per la terza. Particolarmente originale è la soluzione adottata per il serraggio delle componenti del motore: invece di singoli serraggi che legano gli strati metallici l'uno all'altro, nel motore Serie K vengono utilizzati dieci lunghi bulloni che attraversano l'intero motore dall'alto al basso, tenendo insieme la testata, il monoblocco e la parte inferiore (struttura "a sandwich"). Questa soluzione, adottata anche dalla FIAT nel motore FIRE, semplifica l'assemblaggio del motore e soprattutto rende più omogenea la distribuzione delle forze di tensione, un fattore importante vista la minore robustezza delle strutture in alluminio; forze che, nei motori convenzionali, possono provocare variazioni dell'alesaggio all'oscillare della temperatura del motore.
Lo sviluppo fu portato a termine nel 1988 e i motori Serie K debuttarono nel 1989 con la presentazione della seconda serie della Rover 200; nel frattempo il Gruppo Austin Rover aveva cambiato nome in Gruppo Rover ed era stato privatizzato e venduto alla British Aerospace.
All'inizio degli anni novanta dal motore Serie K vennero sviluppate versioni a sedici valvole con cilindrata 1600 e 1800, per sostituire i propulsori sulle vetture di fascia alta che fino a quel momento erano forniti dalla Honda. Nel 1996, sulla base di queste versioni, venne realizzato anche un 2500 con 6 cilindri a V (Rover KV6). A partire dal 1994 il corpo farfallato del motore venne costruito con un materiale plastico per ridurre costi di produzione, peso e rumorosità, intervento che si sospetta abbia peggiorato la sua affidabilità.
Il motore Serie K è stato il propulsore di punta del Gruppo Rover e del Gruppo MG Rover fino al 2005, anno del collasso di quest'ultimo, ed è stato impiegato su quasi tutti i modelli Rover o MG di quel periodo. Per la sua leggerezza fu molto apprezzato anche dai costruttori di spyder come Caterham e Lotus. Dopo il fallimento della MG Rover, il motore è stato acquisito dalla cinese SAIC, che lo ha leggermente modificato ribattezzandolo prima Serie N e poi Kavachi, il quale è tuttora impiegato con cilindrata 1800 nelle vetture Roewe ed MG, come la MG 6.

## Affidabilità

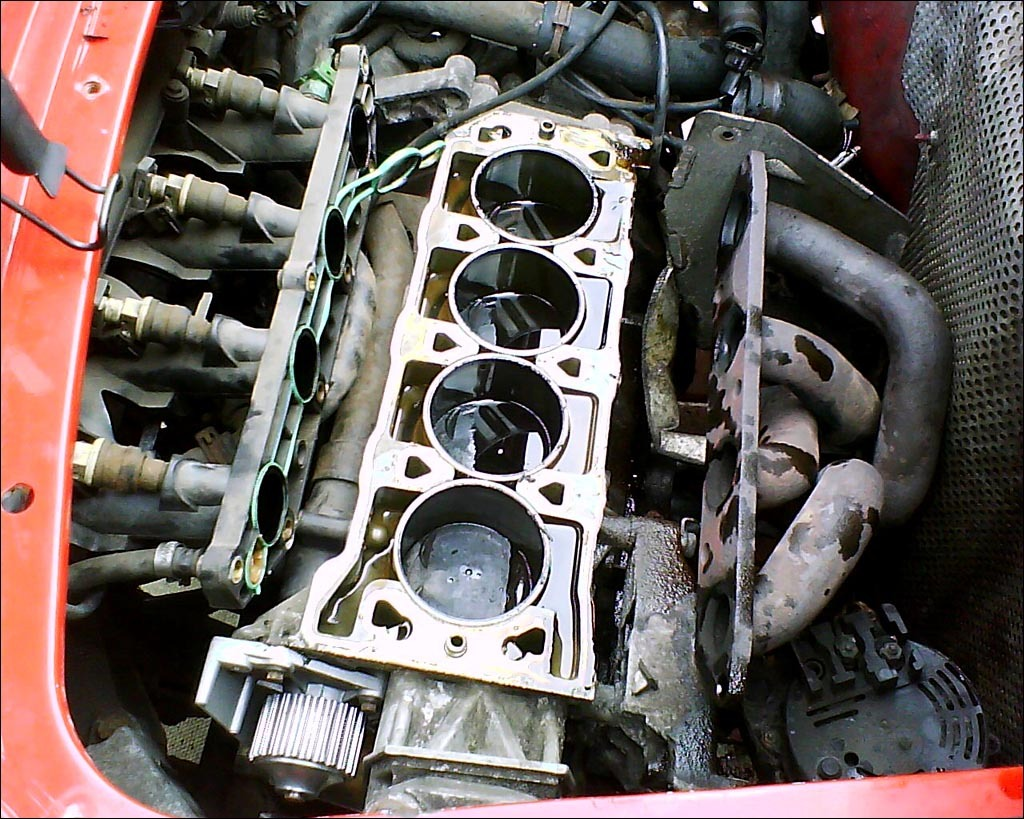
Il monoblocco di un motore Serie K a 16 valvole con la testata rimossa

Il motore Serie K può andare incontro ad un problema noto come H.G.F. (sigla dell'inglese Head Gasket Failure, "collasso della guarnizione di testa"). A causa del particolare funzionamento del suo sistema di raffreddamento, che tende a raffreddare i cilindri piuttosto tardi e in modo poco graduale, fino al raggiungimento della temperatura di esercizio le guarnizioni di testa dei cilindri sono sottoposte a un continuo stress dovuto al susseguirsi di dilatazioni e restringimenti delle guarnizioni stesse, causati dagli sbalzi di temperatura. A lungo andare la guarnizione rischia di rompersi o di scollarsi, mettendo in comunicazione olio motore e liquido di raffreddamento: la miscela color maionese che si viene così a creare può causare seri danni al motore se lasciata in circolazione troppo a lungo, e rende necessaria un'attenta operazione di pulizia (oltre che la sostituzione della guarnizione).
La diffusione del problema e la frequenza con cui si verifica non è facilmente inquadrabile: mentre alcuni sostengono che si tratti di un difetto come tanti altri, e che la sua diffusione sia stata ingigantita rispetto alla realtà, per altri si tratta di un grave e grossolano errore di progettazione, nel quale qualsiasi esemplare prima o poi inevitabilmente incappa. Nel Regno Unito, infatti, l'HGF divenne un vero e proprio caso mediatico tra la fine degli anni novanta e l'inizio del terzo millennio: del problema si interessarono anche i mass media generalisti, come ad esempio il programma di difesa dei consumatori Watchdog della BBC, che contribuirono sensibilmente a compromettere la reputazione del motore, considerato fino ad allora un prodotto innovativo dell'industria britannica, e dello stesso gruppo MG Rover che già di per sé non navigava in buone acque.
In realtà, se è cosa certa l'esistenza di numerosi esemplari che anche ad alti chilometraggi non manifestano alcun segno di HGF, va detto che l'incidenza aumenta notevolmente se si sforza il motore a freddo (cosa che causa sbalzi termici più elevati). Risentono maggiormente del problema le versioni 1.6 e 1.8 (in quanto possiedono lo stesso sistema di raffreddamento dell'1.1 e 1.4 a fronte di una maggiore produzione di calore) e le vetture che montano il propulsore in posizione posteriore centrale (dove il raffreddamento è più difficoltoso), come ben sanno i possessori di modelli MG e Lotus.
Il Gruppo MG Rover stava lavorando ad una modifica dell'impianto di raffreddamento che avrebbe risolto il problema, ma a causa del suo fallimento, nell'aprile del 2005, tale modifica non vide mai la luce e non poté essere messa in produzione.
Altri tipi di modifiche alla guarnizione della testa dei cilindri sono state messe a punto dalla Ford, che al momento dell'acquisizione di Land Rover ha dovuto mettere mano al problema sui Freelander (fino al 2006 equipaggiati con i motori Serie K 1.8 e 2.5 V6), e nel 2008 dalla SAIC motors, che ha rilevato MG e ha rinnovato il motore Serie K, rinominandolo "Serie N" (ma con la piena compatibilità dei ricambi principali).

## Versioni

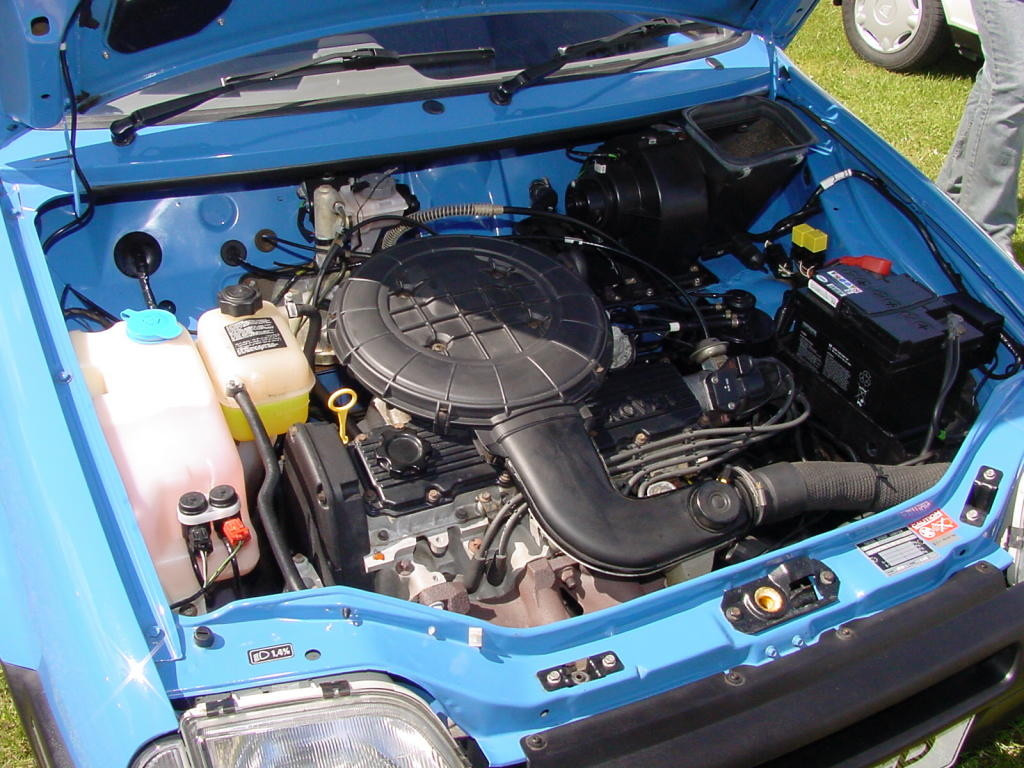
Un motore Serie K 1,1 a carburatore nel vano motore di una Rover 100 del 1993

### 1119 cc
La versione 1.1 (1119 cm³) fu realizzata in diverse varianti:
- 8 valvole, monoalbero, carburatore (60 CV)
- 8 valvole, monoalbero, iniezione elettronica single point (60 CV)
- 8 valvole, bialbero, iniezione elettronica multipoint (60 CV)
- 16 valvole, bialbero, iniezione elettronica multipoint (75 CV)

Veicoli equipaggiati con la versione 1.1:
- Rover Serie 100 (60 CV carburatore, 60 CV SPI, 60 CV MPI 8v)
- Rover serie 200 (1989) e Rover serie 200 / 25 (1995)
- Rover 25

### 1396 cc

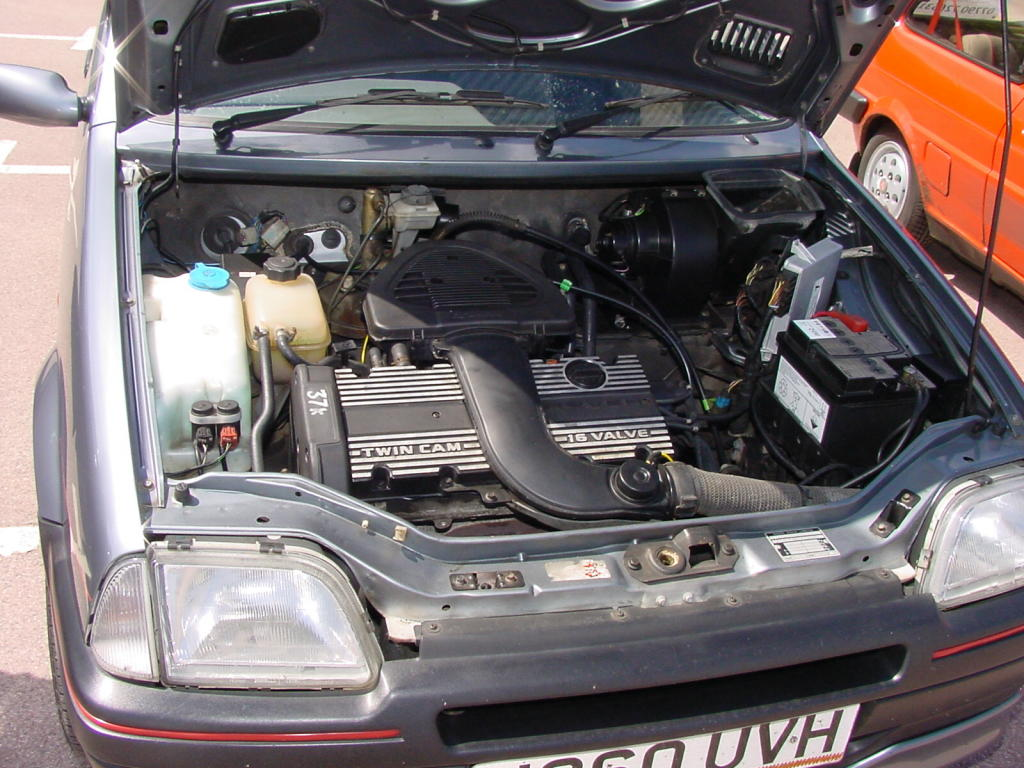
Un motore Serie K 1,4 bialbero 16 valvole ad iniezione single point nel vano motore di una Rover 114 GTi del 1990

La versione 1.4 (1396 cm³) fu realizzata in diverse varianti:
- 8 valvole, monoalbero, carburatore (75 CV)
- 8 valvole, monoalbero, iniezione elettronica single point (75 CV)
- 8 valvole, monoalbero, iniezione elettronica multipoint (75 CV)
- 16 valvole, bialbero, iniezione elettronica single point (95 CV)
- 16 valvole, bialbero, iniezione elettronica multipoint (82 CV)
- 16 valvole, bialbero, iniezione elettronica multipoint (103 CV)

Veicoli equipaggiati con la versione 1.4:
- Rover Serie 100 (75 CV carburatore, 75 CV SPI, 75 CV MPI, 95 CV, 103 CV)
- Rover serie 200 (1989) e Rover serie 200 / 25 (1995)

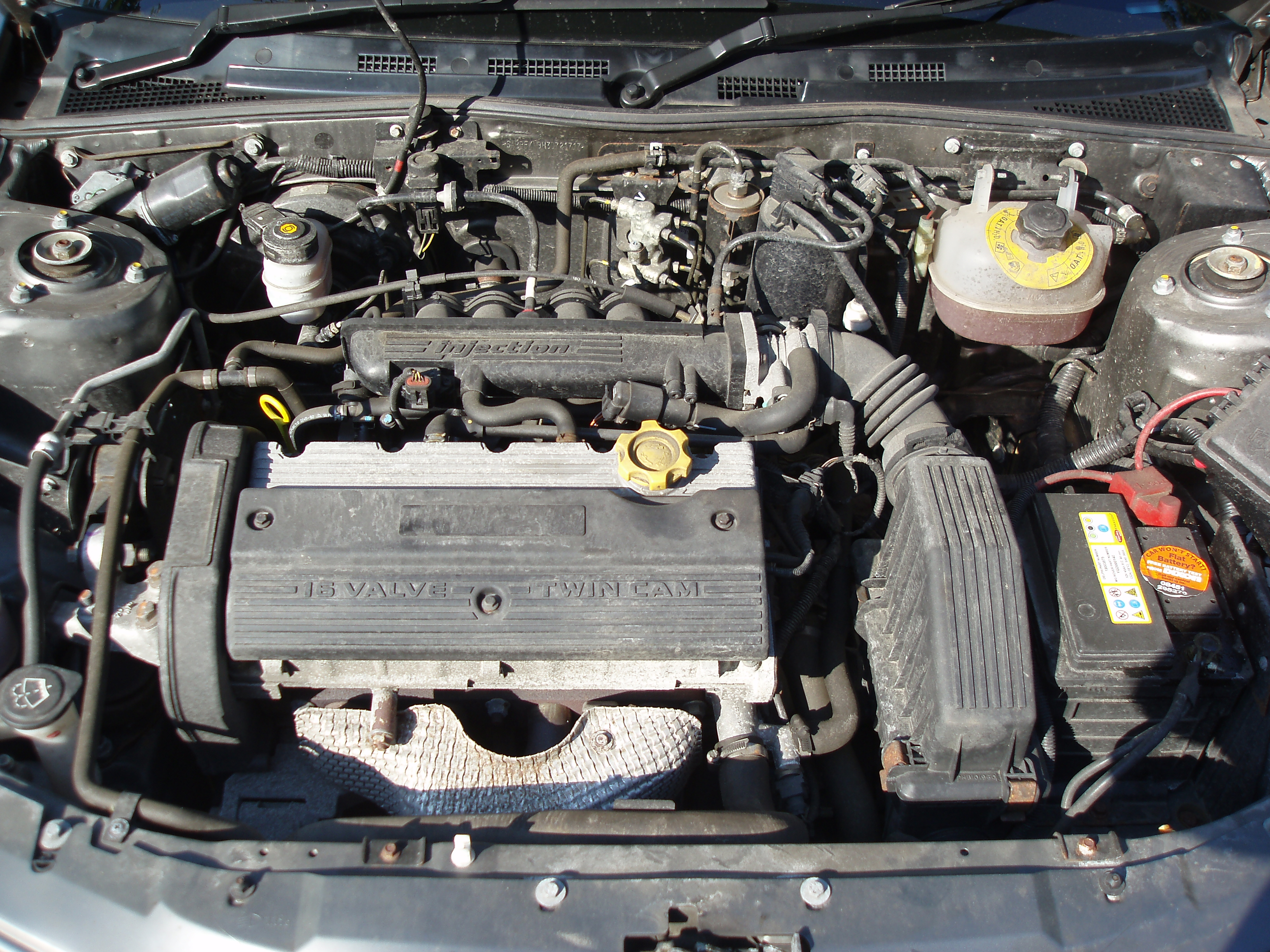
Un Rover serie K 1.4 in una MG ZR

- Rover 25
- Rover serie 400
- Rover serie 400 / 45
- Rover Streetwise
- MG ZR
- Caterham Seven
- GTM Libra
- FSO Polonez Caro/Atu

### 1588 cc
La versione 1.6 (1588 cm³) fu realizzata in diverse varianti:
- 16 valvole, bialbero, iniezione elettronica multipoint (109 CV)
- 16 valvole, bialbero, iniezione elettronica multipoint (111 CV)

Veicoli equipaggiati con la versione 1.6:
- Rover serie 200 (1989) e Rover serie 200 / 25 (1995)
- Rover 25
- Rover Streetwise
- Rover serie 400 / 45
- MG ZS
- MG F
- MG TF
- Caterham Seven

### 1795 cc

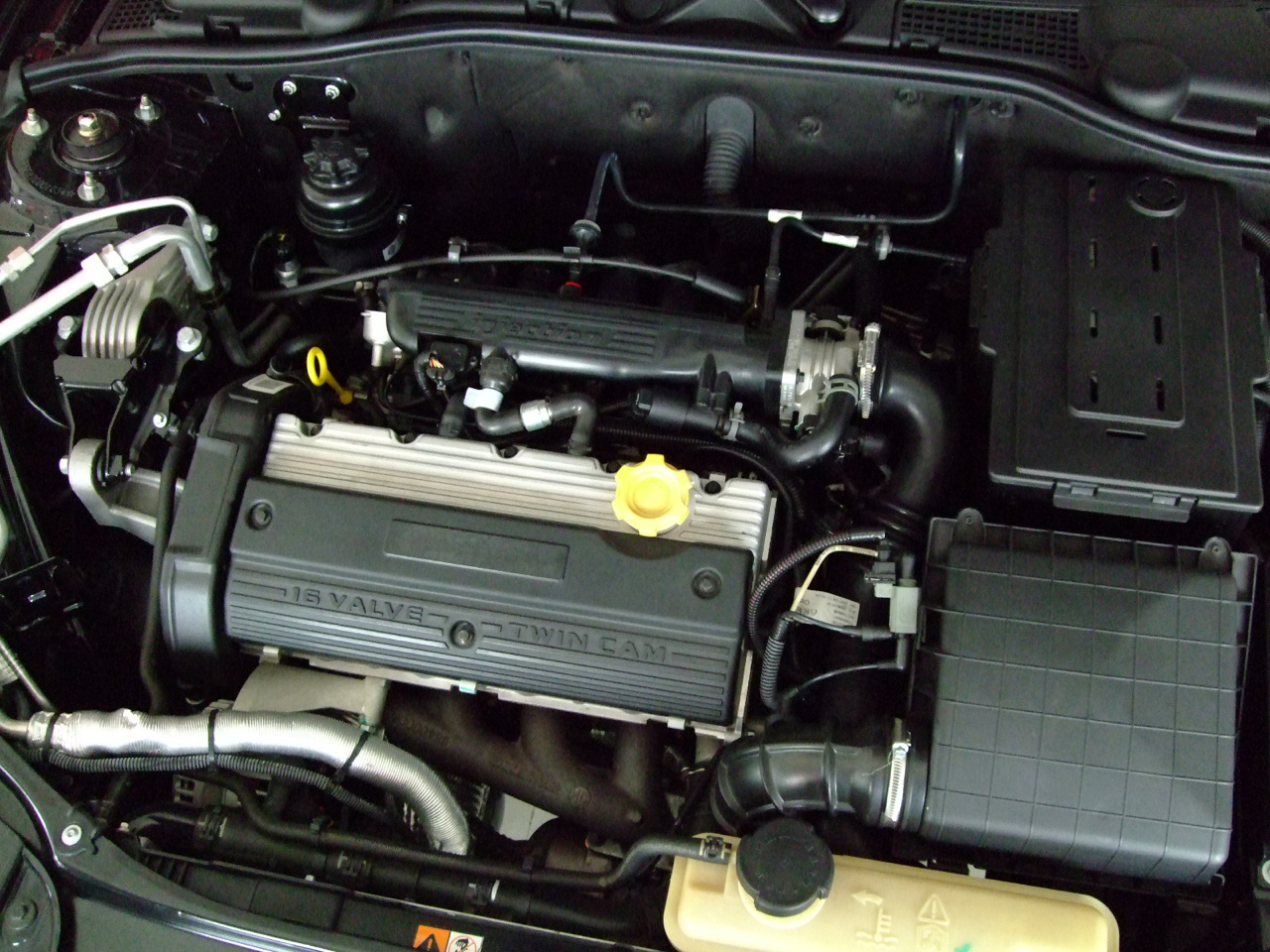
Un motore Rover serie K 1.8 in una MG 7 del 2008

La versione 1.8 (1795 cm³) fu realizzata in diverse varianti:
- 16 valvole, bialbero, iniezione elettronica multipoint (117-120 CV)
- 16 valvole, bialbero, iniezione elettronica multipoint (136 CV)
- 16 valvole, bialbero, iniezione elettronica multipoint, VVC (145 CV)
- 16 valvole, bialbero, iniezione elettronica multipoint, VVC (160 CV)
- 16 valvole, bialbero, iniezione elettronica multipoint, turbo (150-160 CV)
- 16 valvole, bialbero, iniezione elettronica multipoint (177-192 CV)

Veicoli equipaggiati con la versione 1.8:
- Rover serie 200 (1989) e Rover serie 200 / 25 (1995) (120 CV, 145 CV VVC)
- Rover 25 (120 CV, 145 CV VVC)
- Rover 45 (120 CV)
- Rover Streetwise (120 CV)
- Rover 75 (120 CV, 150 CV Turbo)
- MG ZR (120 CV, 160 CV VVC)
- MG ZS (120 CV)
- MG ZT (120 CV, 160 CV Turbo)
- MG F (120 CV, 145 CV VVC, 160 CV VVC)
- MG TF (120 CV, 135 CV, 160 CV VVC)
- Ariel Atom1
- Lotus Elise
- Land Rover Freelander (120 CV)
- Caterham Seven
- GTM Libra